# Erik Johan Löfgren

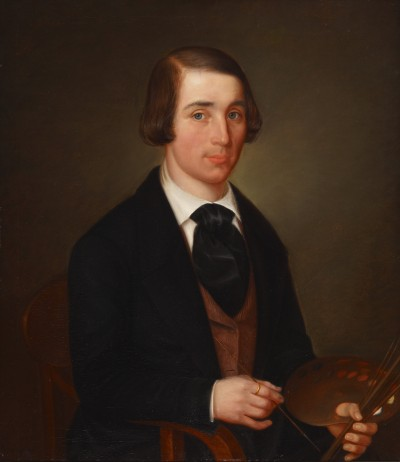
Selbstporträt, 1847

Erik Johan Löfgren (* 15. Mai 1825 in Åbo, Großfürstentum Finnland; † 10. Dezember 1884 ebenda) war ein finnischer Historien- und Porträtmaler.

## Leben

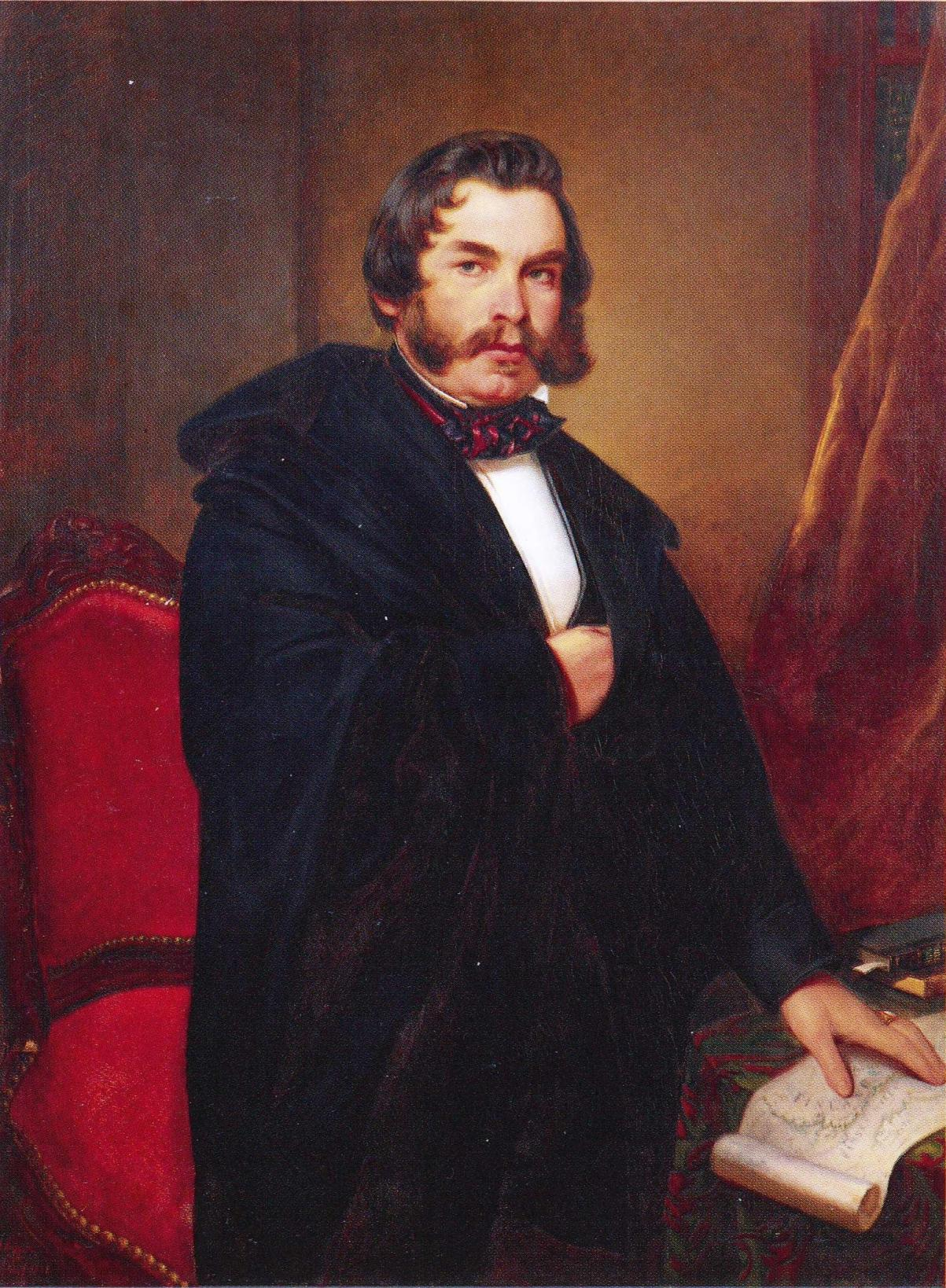
Fredrik Cygnaeus, 1856

Löfgren war Sohn des Kaufmanns Gabriel Johan Löfgren und seiner Ehefrau Katarina, geborene Wahlsten. Er studierte zunächst in Åbo bei dem aus Norwegen stammenden Zeichenlehrer Thomas Joachim Legler (1806–1873). Anschließend bildete er sich von 1842 bis 1852 an der Kunstakademie Stockholm in der Malerei weiter, unter anderem bei den Historien- und Bildnismalern Fredric Westin und Per Krafft d. J. Das Studium finanzierte er als Restaurator in der Gemäldesammlung des Stockholmer Schlosses. 1843 erhielt er eine Förderpreis der Kunstakademie, 1846 einen 2. Preis. 1848 schickte er sein Selbstporträt nach Åbo und debütierte dort mit der Ausstellung seines Gemäldes Die heilige Caecilie. Als Stipendiat des Finnischen Kunstvereins reiste er über Berlin und Dresden nach Düsseldorf, wo er in den Jahren 1853 bis 1858 Privatunterricht bei dem Historienmaler Theodor Hildebrandt und dem Bildnismaler Otto Mengelberg nahm, beide Vertreter der Düsseldorfer Schule. 1856 entstand das Porträt des Universitätsprofessors Fredrik Cygnaeus. In Düsseldorf entstand außerdem das Gemälde Christus in Gethsemane (Kristus Getsemanessa), das als Altarbild an die Pfarrkirche von Jackima kam.
Ab 1858 wirkte er zunächst – zeitweise auch als Lehrer – in Åbo, dann in Helsingfors (Helsinki), unter anderem als Lehrer von Victorine Nordenswan. In dieser Zeit entstanden zahlreiche Bildnisse, so die der Eltern, der Geschwister und anderer Verwandter sowie des Dichters Johan Ludvig Runeberg. 1862 zog er nach Paris, wo er zeitweise bei dem Landschaftsmaler Eugène Lavielle (1820–1889) auf dem Montmartre wohnte. Zu den Ausstellungen des Salon reichte er seine Gemälde Italienische Tamburinspielerin und das Historienbild Erik XIV. und Karin Månsdotter ein. 1865 bis 1879 lebte er wieder in Finnland. 1879 ging er nach München, wo ihn 1881 ein Schlaganfall traf, dessen Folgen ihn in seinem Schaffen derart behinderten, dass er einen Auftrag nicht beenden konnte und zur Rückkehr nach Finnland gezwungen war.
Löfgren war Mitglied des Finnischen Künstlerverbandes, der im Februar 1885 eine Retrospektiv-Ausstellung mit 70 Gemälden des Künstlers veranstaltete. Werke von seiner Hand befinden sich unter anderem im Kunstmuseen Ateneum und in der Cygnaeuksen-Galerie in Helsinki sowie in den Museen von Turku und Tampere.

## Werke (Auswahl)

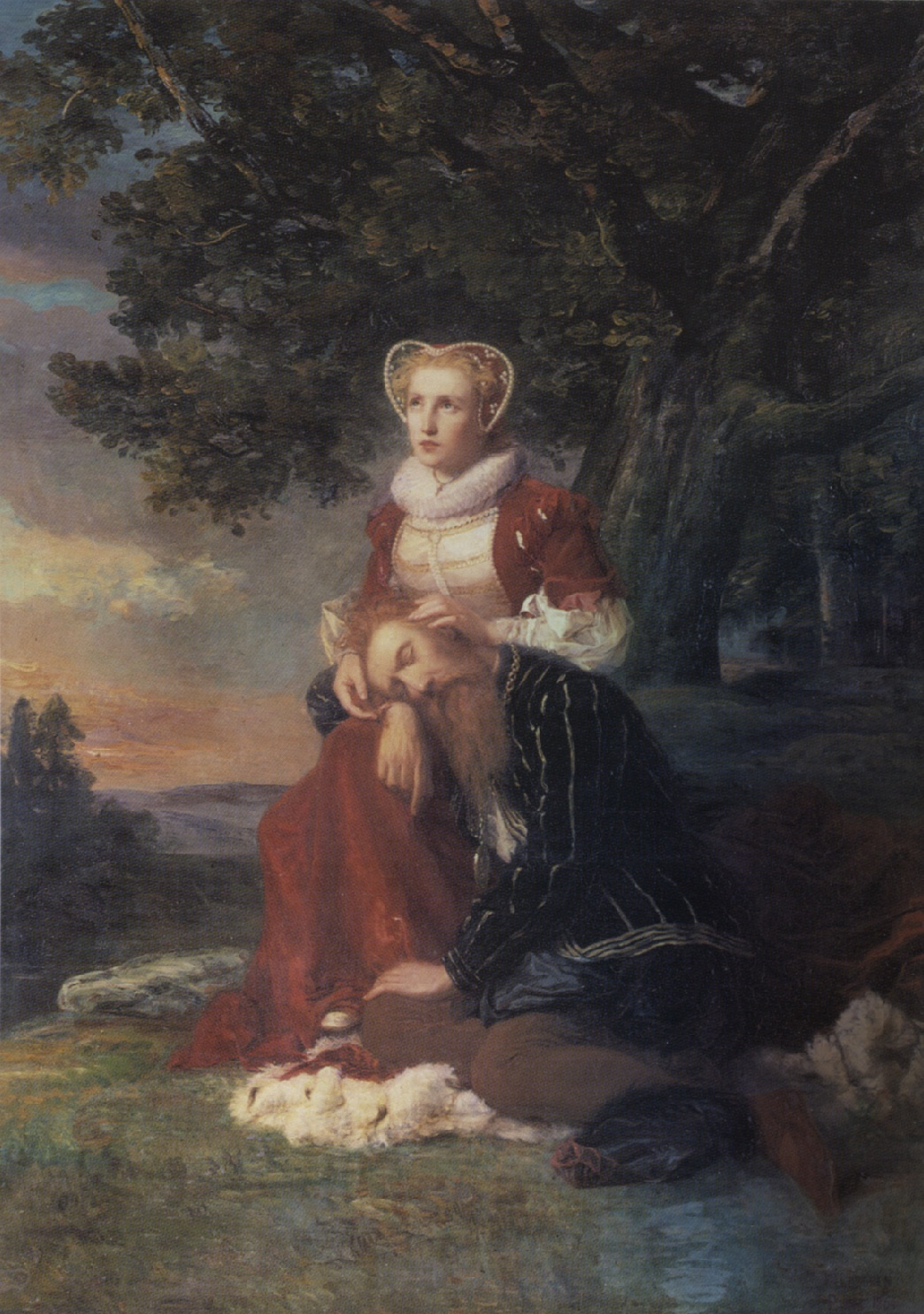
Erik XIV. und Karin Månsdotter, 1863

Neben Gemälden des Landschaftsmalers Werner Holmberg und Skulpturen des Bildhauers Carl Eneas Sjöstrand (1828–1906) gehörten Werke Löfgrens zu den ersten Anschaffungen des Finnischen Kunstvereins (Suomen Taideyhdistys), dessen Sammlung die Finnische Nationalgalerie begründete.
- Bildnis eines jungen Mannes, 1846, Cygnaeus Galerie Helsinki
- Ariadne, Kopie nach Adolph Ulrich Werthmüller, 1847
- Selbstporträt, Stockholm 1847, Kunstmuseum Ateneum Helsinki
- Die heilige Caecilie, Stockholm 1848, Kunstmuseum Turku
- Psyche, Stockholm 1851, ausgestellt in Åbo 1851
- Jesus in Gethsemane, Düsseldorf 1854
- Mädchen mit Blumen, Düsseldorf 1858, Kunstmuseum Ateneum, Helsinki[5]
- Hagar in der Wüste, 1858, Auftrag des Finnischen Kunstvereins: Helsinki, Kunstmuseum Ateneum
- Träume / Sitzende Dame mit aufgelöstem Haar, Paris 1863, ausgestellt als Réveries im Salon de Paris 1863, Kunstmuseum Ateneum Helsinki[6]
- Erik XIV. und Karin Månsdotter, Paris 1863/64, Kunstmuseum Ateneum, Helsinki; Auftrag und Vermächtnis des Richters und Staatsrats Herman Hallonblad (1825–1894) und seiner Frau Elisabet in Sortavala, Finnland
- Italienerin mit Tamburin, Paris 1864, Kunstmuseum Ateneum Helsinki
- Segnender Christus, Altarbild für die Pfarrkirche in Orimattila, Finnland, 1874
- Verklärung Christi, Altarbild für die Pfarrkirche in Somero, Finnland
- Dame im Kostüm des 18. Jahrhunderts, München 1881/84, Kunstmuseum Ateneum Helsinki[5]
- Zopfmädchen, 1884.
- Bildnisse: Fredrik Cygnaeus (1856, Helsinki, Universität); Buchhändlerstochter Maria Emilia Thunberg (1859, Helsinki, Kunstmuseum Ateneum); Johan L. Runeberg (1861); Carl Gustaf Estlander (1864); Johan Reinhold Munck (1866); Magnus von Wright (1867); Robert von Trapp (1871; Helsinki, Kunstmuseum Ateneum); Knut Felix von Willebrand (um 1871; Helsinki, Cygnaeus Galerie); Zachris Topelius (1872); H. Rosenberg (1875: Helsinki, Kunstmuseum Ateneum); Cecilie Gustava Meijer, geb. Lindroos; Johan Hendrik Lindroos (1798–1862); Jenny Amanda Cecilia Costiander, geb. Neovius (1878); Staatsminister Graf Armfelt (1870er Jahre); Sprachforscher Axel Olof Freudenthal (1836–1911)

## Bildnis
- Karl Ferdinand Sohn: Der Kopf des Malers Erik Löfgren aus Finnland, 1858; Bleistift, weiß gehöht, auf bräunlichem Papier, 10,1 × 16,2 cm; monogrammiert und datiert unten rechts: S 18/5 58.[7]

## Auszeichnungen
- 1866: Verdienstmedaille Litteris et Artibus durch König Karl XV.
- 1866: 2. Preis für das Bildnis Johan Reinhold Munck anlässlich der Jahresausstellung des Finnischen Kunstvereins 1866
- 1873: Kleine Goldmedaille der Kunstausstellung St. Petersburg